# Сидоровське сільське поселення (Медведевський район)
Си́доровське сільське поселення (рос. Сидоровское сельское поселение) — муніципальне утворення у складі Медведевського району Марій Ел, Росія. Адміністративний центр — селище Нолька, яке входить до складу Йошкар-Олинського міського округу.

## Історія
1980 року Сидоровська сільська рада була передана до складу Заводського району Йошкар-Олинської міської ради. 1992 року сільрада перетворена в Сидоровську сільську адміністрацію, 2001 року — в Сидоровське територіальне управління. З 1995 року фактично центр сільради знаходився у селищі Нолька, хоча юридично залишався присілок Сидорово. З 16 вересня 1999 року офіційно центром сільради стало селище Нолька. 2005 року Сидоровське територіальне управління було перетворено в сільське поселення офіційно з центром у присілку Сидорово. Однак фактично центром сільського поселення залишається селище Нолька, яке залишилось у складі Йошкар-Олинського міського округу.

## Населення
Населення — 2123 особи (2019, 2191 у 2010, 1983 у 2002).

## Склад
До складу поселення входять такі населені пункти:
| Населений пункт       | Населення, осіб (2002) | Населення, осіб (2010) |
| --------------------- | ---------------------- | ---------------------- |
| Велика Ноля, присілок | 301                    | 262                    |
| Загури, присілок      | 58                     | 91                     |
| Зелений, селище       | 173                    | 183                    |
| Новотроїцьк, присілок | 379                    | 435                    |
| Світлий, селище       | 479                    | 630                    |
| Сидорово, присілок    | 214                    | 220                    |
| Сосновий Бор, селище  | 132                    | 132                    |
| Студенка, селище      | 143                    | 128                    |
| Устьє-Кундиш, селище  | 2                      | 2                      |
| Чорнушка, селище      | 50                     | 69                     |
| Шап, селище           | 52                     | 39                     |